# حاجي بايرام (أرومية)
حاجي بايرام هي قرية في مقاطعة أرومية، إيران. يقدر عدد سكانها بـ 169 نسمة بحسب إحصاء 2016.